# Calliostoma zizyphinum
Espèce
Calliostoma zizyphinum est une espèce de mollusques gastéropodes marins.

## Répartition et habitat
Cette espèce est présente dans l'Atlantique, la Manche, la mer du Nord et la Méditerranée. Elle occupe principalement l'étage infralittoral.

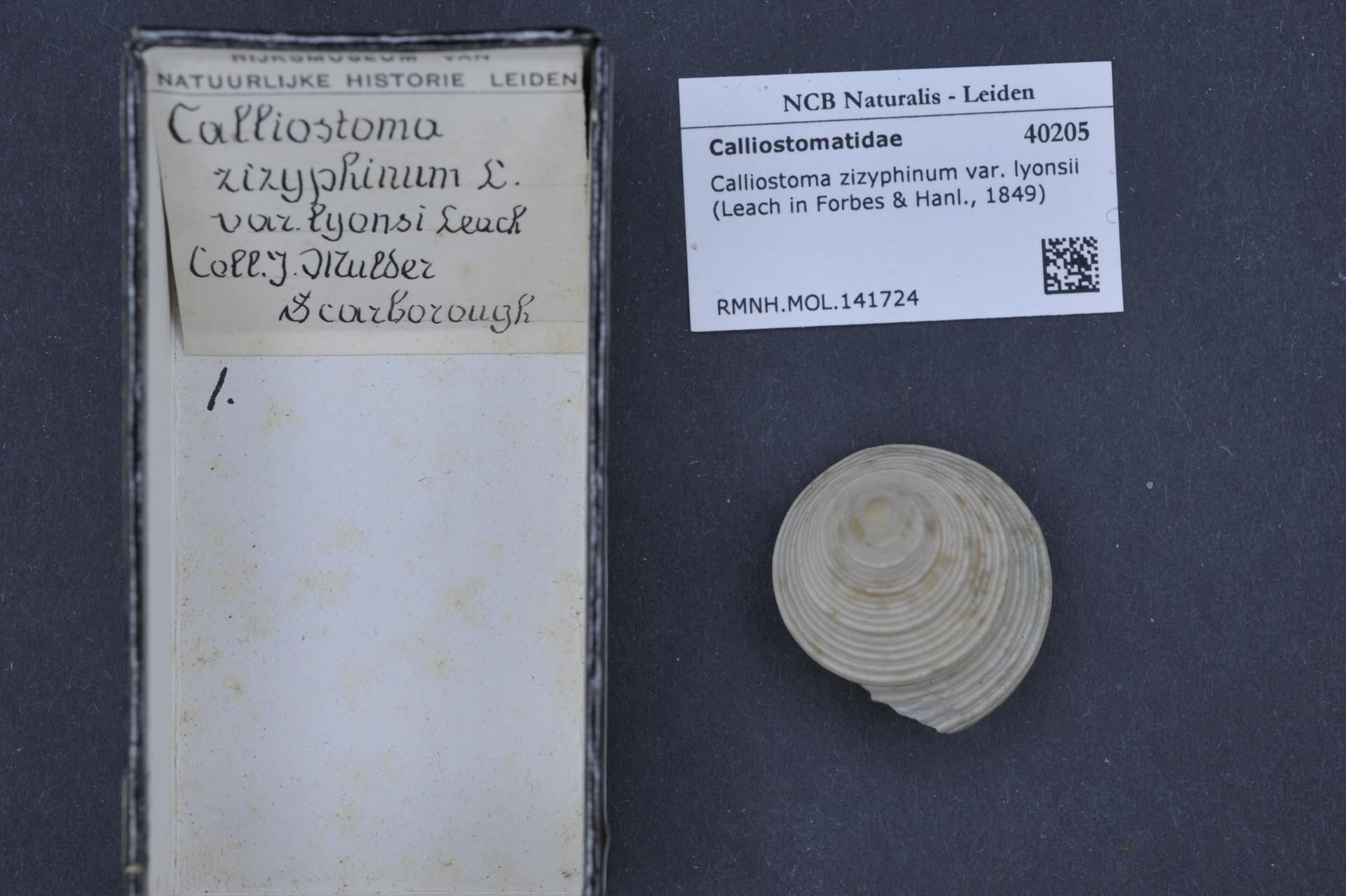
Calliostoma zizyphinum, Centre de biodiversité Naturalis, Leyde, Pays-bas

## Alimentation
Les calliostomes sont des brouteurs herbivores, ils se nourrissent principalement d'algues et de débris végétaux. Ils peuvent également, en absence d'algues, se nourrir de spongiaires, d'hydraires, d'ascidies et de bryozoaires.